# David Parker Ray
David Parker Ray (6 de noviembre de 1939 – 28 de mayo de 2002), también conocido como el Asesino de la Caja de Juguetes, fue un secuestrador, torturador, violador en serie y presunto asesino en serie estadounidense. Aunque no se encontraron cadáveres, sus cómplices acusaron a Ray de matar a varias mujeres, y la policía sospechaba que había asesinado a unas sesenta personas de los estados de Arizona y Nuevo México mientras vivía en Elephant Butte, Nuevo México, aproximadamente a siete millas al norte de Truth or Consequences. Ray fue declarado culpable de secuestro, violación y tortura en 2001, por lo que fue condenado a 224 años de prisión, pero nunca fue declarado culpable de asesinato. Murió de un ataque cardíaco aproximadamente un año después de ser condenado en dos casos, el segundo de los cuales resultó en un acuerdo de culpabilidad.
Ray utilizó métodos de insonorización en un semirremolque, al que llamó "Caja de Juguetes", y lo equipó con elementos utilizados para la tortura sexual. Secuestraba entre cinco y seis mujeres al año, manteniéndolas cautivas durante unos tres o cuatro meses. Durante este período abusaba sexualmente de sus víctimas y, a menudo, las torturaba con instrumentos quirúrgicos, en ocasiones involucrando a su perro o a su esposa, la cual, participaba voluntariamente. Luego Ray los drogaba con barbitúricos en un intento de borrar sus recuerdos de lo sucedido antes de abandonarlos al costado de la carretera. 

## Biografía
David Parker Ray nació el 6 de noviembre de 1939 en Belén, Nuevo México, de padre Cecil Leland Ray (14 de agosto de 1913 - 23 de septiembre de 2009), nativo de Oregón, y de madre Nettie Opal Parker (12 de noviembre de 1920 - 19 de marzo de 2002), que había nacido en Texas. Durante su infancia, Ray y su hermana menor, Peggie Pearl Ray (18 de marzo de 1942 - 13 de diciembre de 2009), vivían con los padres disciplinarios de su madre, Russell y Dolly Parker, en un pequeño rancho debido a su mala situación financiera. Lo visitaba esporádicamente su padre violento y alcohólico, quien le suministraba revistas que mostraban pornografía sadomasoquista. En Mountainair High School, en Mountainair, Nuevo México, fue intimidado por sus compañeros por su timidez con las chicas, lo que provocó que abusara del alcohol y otras drogas.
Las fantasías sexuales de Ray de violar, torturar e incluso asesinar mujeres se desarrollaron durante su adolescencia. Cuando Ray tenía 14 años, su hermana vio sus dibujos sadomasoquistas y fotografías pornográficas de prácticas de bondage. Como resultado, Ray y su hermana se distanciaron. Según las declaraciones de Ray, se cree que comenzó a agredir a mujeres cuando era adolescente. En un mensaje de aviso grabado por Ray el 23 de julio de 1993, afirmó: "He estado violando a perras desde que tuve edad suficiente para masturbarme y atarles las manos a las niñas a la espalda". Incluso alegó a su primera esposa que había cometido su primer homicidio en algún momento de 1957 cuando secuestró a una mujer, la ató a un árbol, la torturó y asesinó. Sin embargo, las autoridades no pudieron verificar su cuenta. Después de terminar la escuela secundaria, Ray recibió una baja honorable del ejército de los Estados Unidos, donde su servicio incluyó trabajo como mecánico general. Luego, Ray trabajó como encargado de mantenimiento para el Departamento de Parques de Nuevo México en Truth or Consequences, Nuevo México durante toda su edad adulta hasta su arresto. La ciudad turística, ubicada aproximadamente a 5 millas de Elephant Butte, Nuevo México, contenía varios bares locales, que Ray frecuentaba en busca de víctimas.
Ray conoció a Cindy Hendy, de 37 años, que trabajaba en un parque estatal en Truth or Consequences, Nuevo México, y que huía de condenas por hurto mayor y cargos de drogas en el estado de Washington. Se involucraron románticamente y se unieron por sus fantasías sexuales violentas compartidas. En un mensaje grabado de 1993, Ray les dijo a sus cautivos que también se verían obligados a servir sexualmente a Hendy. Ray se divorció cuatro veces y tuvo dos hijos, incluida su cómplice, su hija Glenda "Jesse" Jean Ray. Glenda había intentado advertir al FBI sobre la actividad criminal de su padre en 1986. El agente del FBI Doug Beldon recordó las afirmaciones de Jesse Ray: "Alegó que David Parker Ray estaba secuestrando y torturando mujeres y vendiéndolas a compradores en México". Sin embargo, las acusaciones eran tan inespecíficas que el FBI no pudo arrestar a Ray.

## Historial criminal
Ray torturó sexualmente y presuntamente mató a sus víctimas utilizando látigos, cadenas, poleas, correas, abrazaderas, barras separadoras de piernas, bisturíes quirúrgicos, máquinas de descarga eléctrica y sierras. Se cree que aterrorizó a muchas mujeres con estas herramientas durante muchos años con la ayuda de cómplices, algunos de los cuales supuestamente eran varias de las mujeres con las que salía. Dentro de la sala de tortura de Ray, que era un remolque de carga reutilizado ubicado inmediatamente afuera de su propiedad en Elephant Butte, Nuevo México y que Ray llamó "Toy Box", junto con numerosos juguetes sexuales, implementos de tortura, jeringas y diagramas detallados que muestran formas de Para infligir dolor, había un generador eléctrico casero para electrocutar a sus víctimas. : 3 En total, se cree que Ray gastó 100.000 dólares en el remolque, equipándolo con juguetes sexuales y dispositivos de tortura.
Según se informa, Ray construyó elaborados artilugios para confinar a sus víctimas, como un ataúd forrado de piel y una picota improvisada. Además, también había elaboradas cerraduras y poleas para evitar que sus cautivos escaparan. Había un espejo montado en el techo, encima de la mesa obstétrica a la que ataba a sus víctimas, para que pudieran verse violadas y torturadas. Se dice que quería que sus víctimas vieran todo lo que les estaba haciendo. : 3 Ray también puso a sus víctimas en artilugios de madera que las inclinaban y las inmovilizaban mientras hacía que sus perros y, a veces, otros amigos las violaran. Ray a menudo hacía reproducir una grabación de audio de su voz para sus víctimas cada vez que recuperaban el conocimiento. : 2 
En las transcripciones de sus cintas, Ray detalló cómo ocasionalmente liberaba a sus cautivos después de drogarlos severamente para inducir amnesia y evitar que las mujeres denunciaran las agresiones:

Me gustan los juegos mentales. Después de que terminemos contigo, te drogarán mucho, con una combinación de pentotal sódico y fenobarbital. Ambos son fármacos hipnóticos que te harán extremadamente susceptible a la hipnosis, la autohipnosis y la sugestión hipnótica. Te mantendrán drogado un par de días, mientras juego con tu mente. Cuando termine de lavarte el cerebro, no recordarás nada de esta pequeña aventura.

No se sabe exactamente cuántas víctimas de asesinato afirmó Ray a lo largo de los años; Los investigadores creen que violó, torturó y mató hasta sesenta personas a lo largo de su vida, pero no han podido localizar ninguno de sus restos. Un diario que Ray llevó detallaba lo que le hizo a cada víctima, pero no reveló dónde enterró sus cuerpos. Según su cómplice Cindy Hendy, las víctimas fatales de Ray fueron desmembradas y enterradas, arrojadas en el lago Elephant Butte o en barrancos cercanos. Después de su arresto, Ray acordó mostrar a las autoridades dónde había enterrado a sus víctimas, pero murió antes de poder hacerlo y Hendy no pudo ayudar a los investigadores a recuperar posibles cuerpos.
El FBI de Albuquerque publicó en 2011 cientos de imágenes de elementos recopilados durante la investigación de Ray. El FBI cree que algunos de los artículos, que incluían joyas y ropa, pueden haber sido arrebatados a las víctimas. "El FBI, junto con sus socios encargados de hacer cumplir la ley en Nuevo México, está siguiendo agresivamente varias pistas en la búsqueda de restos de posibles víctimas de David Parker Ray", dijo Frank Fisher de la oficina local de Albuquerque. "Estamos pidiendo a familiares y amigos de personas desaparecidas que revisen estas fotografías y se comuniquen con nosotros si reconocen alguno de estos elementos".

### Víctimas sospechosas
- Billy Ray Bowers, de 53 años, desapareció de Phoenix, Arizona, el 25 de septiembre de 1988. El 28 de septiembre de 1989, un pescador encontró el cuerpo de un hombre desconocido envuelto en una lona azul en McCrea Cove en el lago Elephant Butte en Elephant Butte, Nuevo México. No se le encontró ninguna identificación y se determinó que le habían disparado en la nuca. El difunto no identificado fue finalmente identificado como Bowers en marzo de 1999 cuando las autoridades hicieron comparaciones de registros dentales. En 1986, Bowers era copropietario de Canal Motors, una empresa de automóviles usados que estaba en North Van Buren Street en Phoenix, Arizona. Los propietarios contrataron a Ray, que trabajaba como mecánico y fue descrito como "muy talentoso", pero que a menudo tenía conflictos con Bowers. Mientras estaba encarcelada, Hendy declaró que Ray le dijo que había matado a Bowers y arrojado su cuerpo al río Elephant Butte.[20]

- Jill Suzanne Troia, de 22 años, fue vista por última vez en el restaurante Frontier en la cuadra 2400 de East Central en Albuquerque, Nuevo México, la tarde del 30 de septiembre de 1995. [21] Ella había ido a un bar con amigos antes, luego fue con su novia Glenda Jean "Jesse" Ray cuando salieron para ir al restaurante. Los testigos informaron que Glenda y Troia tuvieron una discusión. Más tarde, Glenda le dijo a la policía que dejó Troia en el restaurante Frontier y se fue con su padre, Ray, y que ella y David fueron al embalse Elephant Butte en el sur de Nuevo México. Nunca más se supo de Troia. Ray escribió relatos detallados de torturas sexuales y entierros de víctimas, incluido uno en el que describía a una mujer asiática que encajaba con la descripción de Troia.[22]
- Entre las posesiones asociadas con las víctimas se encontraba una carta de dos páginas fechada en junio de 1990 dirigida a una joven llamada Connie por un australiano llamado Mark. Según el diario de Ray, Connie era una mujer blanca a la que secuestró y asesinó en diciembre de 1995. Tenía 18 años, cabello largo y rubio, una marca de nacimiento en el pecho y medía 160 cm. La Policía Federal Australiana y el FBI llevaron a cabo una investigación con la esperanza de localizar a Mark para que pudiera identificar a Connie, su familia y amigos, pero no pudieron hacerlo. Sus restos no han sido localizados ni vinculados a ningún caso existente de persona no identificada o desaparecida.[23]
- Sylvia Marie Parker, de 22 años, era una mujer sin hogar que vivía a orillas del lago Elephant Butte y conocía a Ray a través de su hija, quien le suministraba metanfetamina y cocaína. Parker también era madre de dos hijos y vivía con ellos en una tienda de campaña que le había prestado David. Más tarde, la policía descubrió que el novio de Parker en ese momento era Dennis Yancy, uno de los "compañeros de juegos" de Ray. Parker desapareció el 5 de julio de 1997, cuando fue secuestrada y sometida a varios días de tortura antes de que su cómplice Yancy la estrangulara hasta matarla por orden de Ray. Yancy llevó a la policía al lugar donde se deshizo del cuerpo con David Parker Ray y Cindy Hendy, pero el cuerpo había sido trasladado. Yancy sospechaba y la policía apoya la teoría de que Ray regresó para mover el cuerpo más tarde en caso de que Yancy alguna vez tuviera un ablandamiento de conciencia y confesara.[24][25][26]
- A las 10:30 a. m. del 30 de junio de 1999, Ralph Tutor, un residente de El Paso de 61 años, estaba pescando en el lago Elephant Butte. Atrapado en el hilo de pescar de Tutor había un "saco de yute" de 80 libras lleno de lo que él pensaba que era "carne animal". El saco estaba "partido por la costura". Entonces sospechó que se trataba de partes del cuerpo humano y alertó a las autoridades. [27] Se determinó que el saco de yute contenía carne humana, pero no órganos ni huesos. Esto significó que la víctima no identificada fue mutilada y desmembrada antes de ser arrojada al lago. Supuestamente, Ray dijo: "Lo que hay que hacer es cortarlos por el vientre, sacarles las tripas, llenar la cavidad torácica con pesas de cemento y luego usar alambre de amarre para envolverlos". [28] Además, la policía estatal encontró fragmentos de hueso en el lago Elephant Butte pertenecientes a una pierna humana en 2011. El ADN identificó a la víctima como una mujer, pero no la vincularon con ninguna mujer desaparecida reportada.

## Arresto e investigación
Cynthia Vigil fue secuestrada en un estacionamiento de Albuquerque por Ray y su novia, Cindy Hendy. La llevaron a Elephant Butte, la encerraron en el remolque y la torturaron. Después de tres días de cautiverio, Vigil escapó del remolque el 22 de marzo de 1999. Para escapar, esperó hasta que Ray se fuera a trabajar y luego abrió sus cadenas con las llaves que Hendy había dejado en una mesa cercana. Hendy notó el intento de Vigil de escapar y se produjo una pelea. Durante la lucha, Hendy rompió una lámpara en la cabeza del cautivo, pero Vigil abrió sus cadenas y apuñaló a Hendy en el cuello con un picahielos. Vigil huyó vistiendo sólo un collar de esclavo de hierro y cadenas con candado. Corrió por la calle en busca de ayuda, que obtuvo de un propietario cercano que la acogió, la consoló y llamó a la policía. Su fuga llevó a los funcionarios al tráiler e instigó la captura de Ray y sus cómplices.  La policía detuvo a Ray y Hendy.
Otra víctima, Angélica Montaño, contó una historia similar a la de Vigil. Ella dijo que Ray la había mantenido cautiva después de que Hendy la invitara a la casa a comprar una mezcla para pastel. Después de ser violada y torturada, Montano convenció a la pareja para que la liberaran en la carretera. Un agente de policía fuera de servicio la recogió y le contó lo sucedido, pero él no le creyó y la dejó en una parada de autobús. Más tarde también llamó a la policía sobre el incidente, pero no hubo seguimiento.  La policía identificó a otra víctima, Kelli Garrett, en una cinta de vídeo que data de 1996.
Garrett fue encontrada viva en Colorado después de que la policía la identificara por un tatuaje en el tobillo. Ella testificó que se había peleado con su marido y decidió pasar la noche jugando al billar con amigos. La hija de Ray, Jesse, que conocía a Garrett, la llevó al Blu-Water Saloon en Truth Or Consequences, Nuevo México, y pudo haber drogado la cerveza que estaba bebiendo. Le ofreció a Garrett llevarlo a casa, pero en cambio lo llevó a la casa de su padre. Garrett dijo que soportó dos días de tortura antes de que Ray la llevara de regreso a su casa. Ray le dijo a su marido que había encontrado a la mujer incoherente en una playa. Su esposo no creía que ella no pudiera recordar dónde había estado y Garrett dijo que no sabía qué decirle a la policía y por eso no los contactó. Su marido presentó una demanda de divorcio y Garrett se mudó a Colorado. Más tarde fue entrevistada en Cold Case Files sobre su terrible experiencia.
La Oficina Federal de Investigaciones envió cien agentes para examinar la propiedad y los alrededores de Ray, pero no se encontraron restos humanos identificables. Mientras esperaba el juicio, Ray habló con perfiladores del FBI y dijo que estaba fascinado por el secuestro de Colleen Stan y otros secuestros por motivos sexuales. El FBI había hablado con Ray ya en 1989 en relación con su negocio de fabricación y venta de dispositivos sexuales relacionados con el bondage.

## Juicios y secuelas
Un juez dictaminó que los casos por crímenes contra Cynthia Vigil, Angélica Montano y Kelli Garrett serían separados, lo que significa que Ray sería juzgado por cada uno por separado. Los fiscales dijeron que esto dañó su caso ya que, de otro modo, la historia de cada mujer habría corroborado y reforzado los relatos de las demás. El juez también dictaminó que gran parte de la evidencia encontrada en el tráiler durante la redada de 1999 no podía ser admitida en los casos Garrett o Montano. El primer juicio, por crímenes contra Kelli Garrett, resultó en un juicio nulo después de que dos miembros del jurado dijeran que su historia les parecía increíble. La defensa de Ray fue que el tráiler sexual era parte de la vida de fantasía de Ray y que cualquier sexo era consensual.  Después de un nuevo juicio, Ray fue condenado por los 12 cargos.  : 12 
Una semana después de su juicio por crímenes contra Vigil, Ray aceptó un acuerdo de culpabilidad y fue sentenciado en 2001 a 224 años de prisión por numerosos delitos de secuestro y tortura sexual de tres mujeres jóvenes en su casa de Elephant Butte.  : 13 El acuerdo de culpabilidad fue para obtener indulgencia para su hija. Los fiscales afirmaron que las víctimas supervivientes habían aprobado el trato.  La hija de Ray, Glenda Jean "Jesse" Ray, fue acusada de secuestro y penetración sexual criminal. Ella no se opuso y recibió una sentencia de 30 meses con cinco años adicionales en libertad condicional. 
En 1999, el cómplice Dennis Roy Yancy, de 27 años, se declaró culpable del asesinato en 1997 de Marie Parker, de 22 años, en Elephant Butte. Yancy confesó haber ayudado a Jesse Ray a atraer a Parker al cautiverio en el remolque de su padre. Yancy dijo que Parker fue torturado y que Ray lo obligó a estrangular a la mujer hasta matarla. Los fiscales señalaron que no se encontró evidencia forense que vincule a Parker con los Rays.  Yancy también fue acusado de secuestro, dos cargos de conspiración para cometer un delito y manipulación de pruebas. Fue sentenciado a 30 años. Los Rays no fueron acusados por el asesinato de Parker.    En 2010, Yancy obtuvo la libertad condicional después de cumplir 11 años de prisión, pero la liberación se retrasó por dificultades para negociar un plan de residencia. Tres meses después de su liberación en 2011, Yancy fue acusado de violar su libertad condicional. Fue puesto en prisión preventiva, donde permaneció hasta 2021, cumpliendo el resto de su sentencia original.   
En 2000, Cindy Hendy, cómplice que testificó contra Ray, recibió una sentencia de 36 años por su papel en los crímenes. Estaba previsto que recibiera la libertad condicional en 2017.  Fue liberada el 15 de julio de 2019, luego de cumplir los dos años de su libertad condicional en prisión.  El 28 de mayo de 2002, Ray fue llevado al Centro Correccional del Condado de Lea, en Hobbs, Nuevo México, para ser interrogado por la policía estatal. Murió de un infarto antes de que se llevara a cabo el interrogatorio.   Posteriormente, Cynthia Vigil fundó Street Safe New Mexico, una organización voluntaria sin fines de lucro para la reducción de daños que trabaja con trabajadores sexuales y otras personas vulnerables que viven en la calle, con Christine Barber. 